# تری آستین (بازیکن فوتبال)
تری آستین (انگلیسی: Terry Austin؛ زادهٔ ۱ فوریهٔ ۱۹۵۴) بازیکن فوتبال اهل بریتانیا است.
از باشگاه‌هایی که در آن بازی کرده‌است می‌توان به باشگاه فوتبال کریستال پالاس، باشگاه فوتبال منزفیلد تاون، باشگاه فوتبال دونکستر راورز، باشگاه فوتبال والسال، باشگاه فوتبال ایپسویچ تاون، باشگاه فوتبال پلیموث آرگیل، باشگاه فوتبال هادرزفیلد تاون، و باشگاه فوتبال نورث‌همپتون تاون اشاره کرد.